# Guvern în exil
Un guvern în exil este un grup  politic care pretinde că este guvernul legitim al unei țări, dar, din diferite motive, nu este capabil să-și exercite puterile legale și este nevoit să acționeze de pe teritoriul unei țări străine. Guvernele în exil acționează de obicei în speranța că se vor reîntoarce în țările de origine și vor reveni în mod legal la putere. 
Guvernele în exil apar de obicei în timp de război și de ocupație străină. De exemplu, în timpul celui de-al doilea război mondial, dată fiind ocuparea a numeroase țări de către Germania Nazistă, numeroase guverne europene și monarhi ai statelor ocupate au fost nevoite să se refugieze în Regatul Unit. 

## Acțiuni ale guvernelor în exil
Dreptul internațional recunoaște dreptul guvernelor în exil de a întreprinde mai multe tipuri de acțiuni. Printre acestea se numără: 
- dreptul de a deveni parte a unui tratat bilateral sau internațional;
- dreptul de a amenda sau revizui propriile constituții;
- menținerea și întreținerea propriilor forțe armate;
- menținerea sau obținerea recunoașterii diplomatice din partea guvernelor statelor suverane;
- emiterea de acte de identitate;
- legiferarea apariției unor noi partide politice;
- întreprinderea de reforme diplomatice;
- organizarea de alegeri, etc.

Totuși, niciuna dintre aceste acțiuni nu pot servi la legitimizarea unui guvern în exil, adică la recunoașterea internațională de către guvernele statelor suverane. Prin definiție, un guvern în exil vorbește în numele statului său de origine, deci trebuie să se reîntoarcă în acel stat pentru a obține legitimitatea sa ca guvern legal a unei anumite arii geografice. 

## Perioada celui de-al doilea război mondial și al războiului rece
În condițiile în care mai multe țări și-au pierdut suveranitatea în timpul celui de-al doilea război mondial, au fost stabilite mai multe guverne în exil: 
- Belgia – invadată pe 10 mai 1940
- Cehoslovacia – guvernul în exil a fost format în 1940 de Edvard Beneš și a fost recunoscut pentru început de Regatul Unit, mai apoi și de alți Aliați
- Estonia – guvernul în exil a funcționat în perioada 1940-1992 în Suedia, după anexarea țării de către Uniunea Sovietică; s-a bucurat de recunoașterea diplomatică a guvernelor occidentale.
- Franța Liberă – începând din 1940, guvern în exil care s-a bucurat de recunoașterea diplomatică a Aliaților
- Grecia – invadată pe 28 octombrie 1940
- Luxemburg – invadată pe 10 mai 1940
- Olanda  – invadată pe 10 mai 1940
- Norvegia – invadată pe 9 aprilie 1940
- Polonia – invadată pe 1 septembrie 1939. După al doilea război mondial, guvernul polonez în exil nu s-a reîntors în țară datorită ocupării țării de către sovietici. Irlanda, Spania și Vaticanul au fost ultimele state care au încetat să recunoască acest guvern în 1979. Membrii guvernului s-au reîntors în patrie după căderea regimului comunist în 1990.
- Iugoslavia – invadată pe 6 aprilie 1941
- Filipine – invadată pe 8 decembrie 1941

Guvernul provizoriu al Indiei Libere (1942-1945) format de naționaliștii indieni în exil pe timpul celui de-al doilea război mondial. 
Au existat state care, deși ocupate de forțe străine, au avut guverne cu un anumit grad de control și o suveranitate parțială asupra unor regiuni sau asupra teritoriilor de peste mări, printre acestea fiind Belgia, Regimul de Vichy și Franța Liberă.

## Excepția daneză
Danemarca a fost ocupată pe 9 aprilie 1940. Țara a fost administrată de Ministerul de externe german, spre deosebire de alte state ocupate, care au trecut sub administrația minitară a ocupantului. Danemarca nu a înființat un guvern în exil, deși a existat o „Asociație a danezilor liberi” cu sediul la Londra. Regele și guvernul său au rămas în țară. Guvernul a funcționat relativ independent pentru primii trei ani ai ocupației germane. Între timp, Islanda și Insulele Faroe au fost ocupate de Aliați și au fost separate efectiv de coroana daneză. 